# Тесалон (Онтарио)
Тесалон (енгл. Thessalon) је градић у Канади у покрајини Онтарио. Према резултатима пописа 2011. у граду је живело 1.279 становника.

## Становништво
Према резултатима пописа становништва из 2011. у граду је живело 1.279 становника, што је за 2,5% мање у односу на попис из 2006. када је регистровано 1.312 житеља.
| 2006. | 2011. |
| ----- | ----- |
| 1.312 | 1.279 |